# Château de Benainvilliers
 (novembre 2023).
Si vous disposez d'ouvrages ou d'articles de référence ou si vous connaissez des sites web de qualité traitant du thème abordé ici, merci de compléter l'article en donnant les références utiles à sa vérifiabilité et en les liant à la section « Notes et références ».

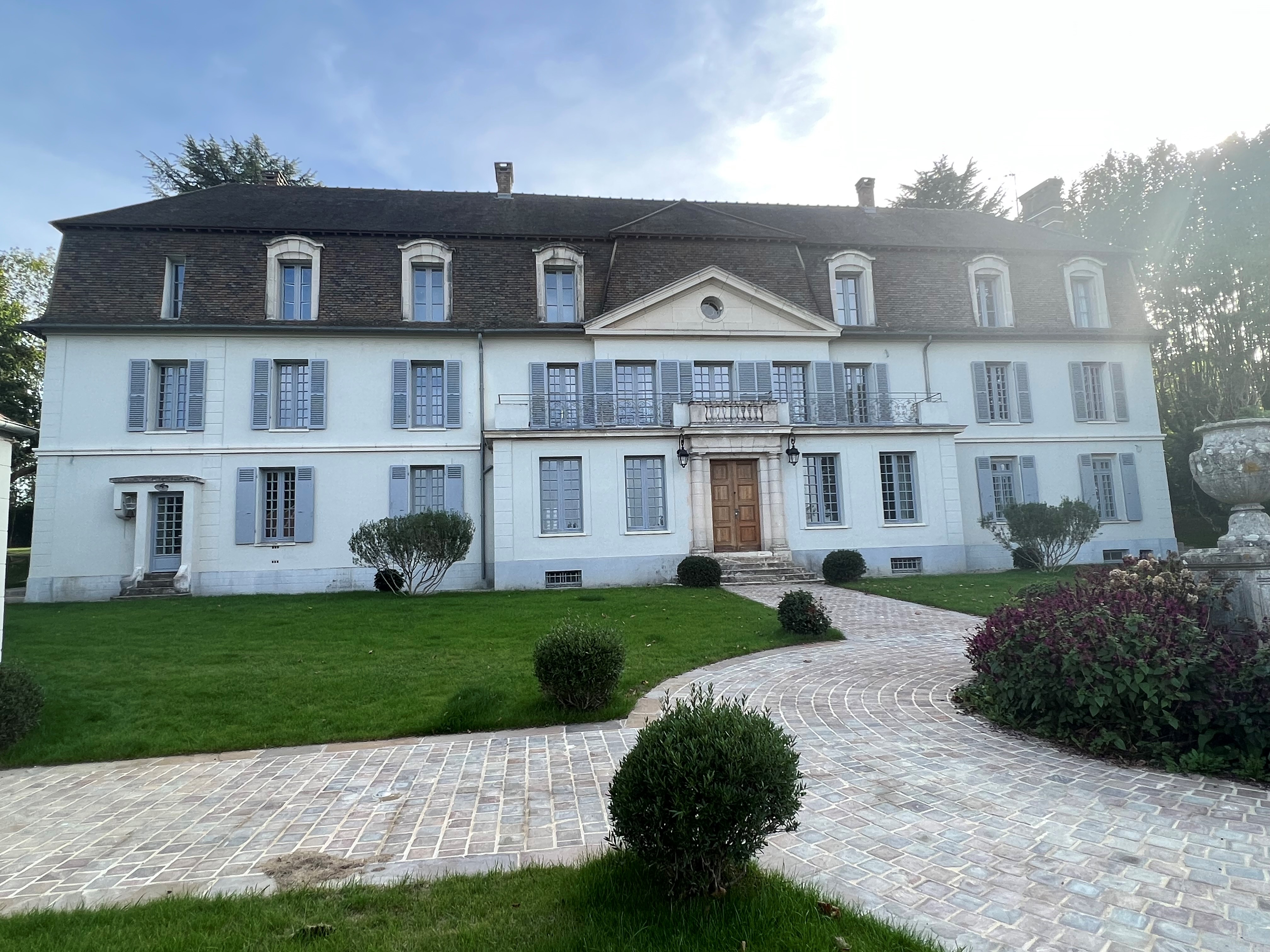
Château du Benainvilliers.

Le château de Benainvilliers, situé à Morainvilliers, date du XVIIe siècle et est le plus ancien château de la commune. Son parc aurait été dessiné par Le Nôtre,, le célèbre jardinier du roi.
Parmi les personnages notables ayant habité le château, on compte le duc de Saint-Simon. Au XVIIIe siècle, le château appartenait à la famille Ridel de Plainesevette, avant d'être cédé en 1823 à la famille Robineau d’Ennemont.
Après la mort du colonel Robineau d’Ennemont en 1893, le château a été acquis par M. Bedel, qui a remplacé la toiture détruite par un incendie. Le propriétaire suivant, M. Duval, a reconstruit le toit en y ajoutant un fronton triangulaire et un oculus.

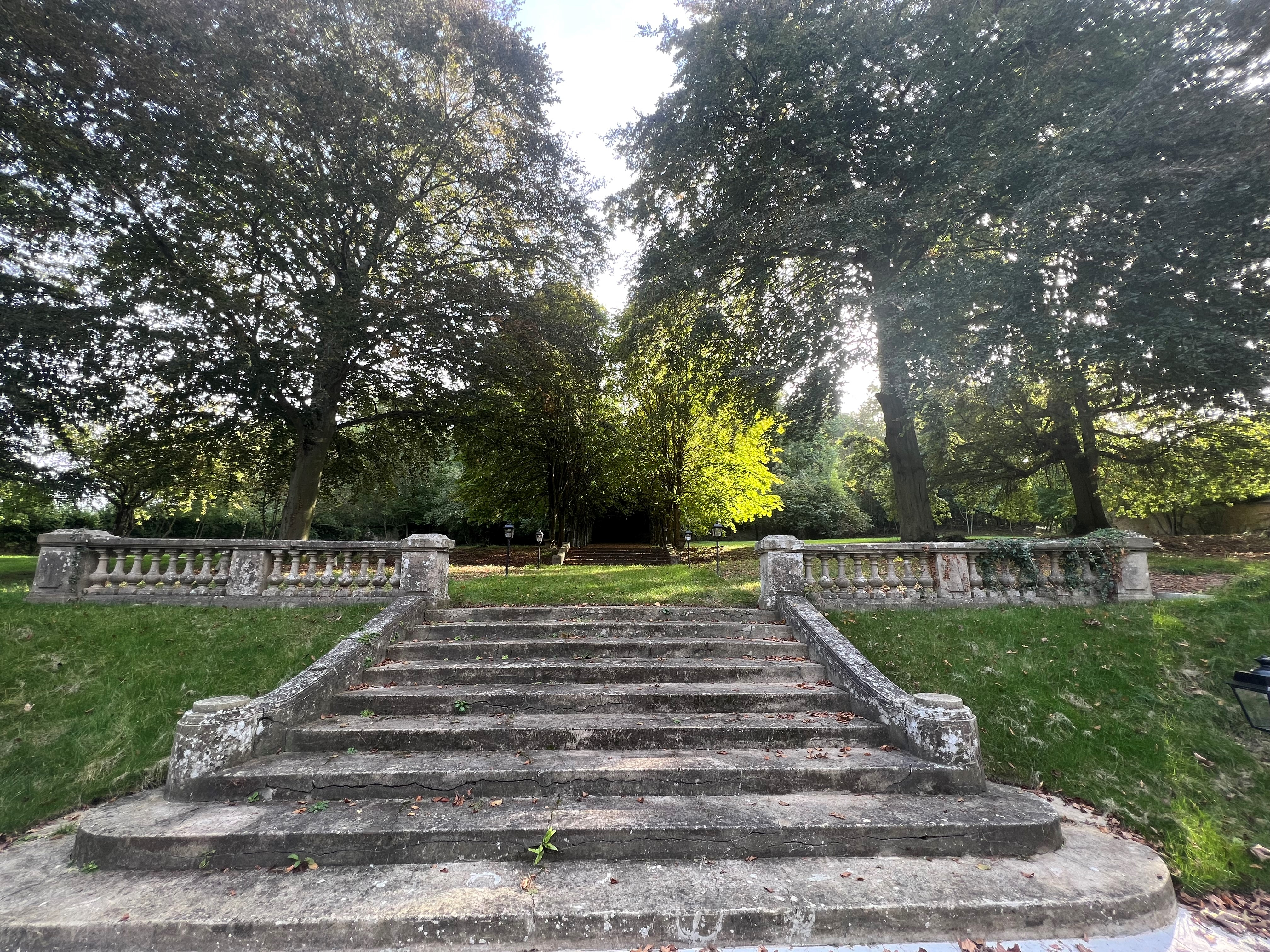

Une statue de Jeanne d'Arc, offerte par le colonel d'Ennemont, a été dérobée en 1988. Durant la Seconde Guerre mondiale, le château a été transformé en hôpital auxiliaire pour la convalescence d'officiers blessés, grâce à M. et Mme Bedel qui l'avaient mis à disposition de l'Association des Dames françaises, dont Madame Bedel était membre active.

## Historique et généalogie
- Origines : datant du XVIIe siècle, le château de Benainvilliers est le plus ancien château de Morainvilliers.
- Duc de Saint-Simon : le duc de Saint-Simon a habité le château, augmentant son importance historique.
- Propriétaires successifs : au XVIIIe siècle, le château appartenait à la famille Ridel de Plainesevette, puis passa à la famille Robineau d’Ennemont en 1823. Après la mort du colonel Robineau d’Ennemont en 1893, M. Bedel en devint le propriétaire, suivi de M. Duval.

## Fonctions et transformations
- Relais de chasse et hôpital : initialement un relais de chasse sous Louis XIV, il a également servi d'hôpital pendant la Seconde Guerre mondiale.
- Modifications architecturales : M. Bedel a remplacé une toiture incendiée par un toit en terrasse, puis M. Duval a reconstruit le toit avec un fronton triangulaire et un oculus.

## Architecture et environnement
- Conception du parc : le petit parc et le labyrinthe du château auraient été dessinés par André Le Nôtre.
- Caractéristiques architecturales : le château présente des travées régulières, une façade en enduit, et une toiture mansardée en ardoise. Il comprend aussi un fronton et des corniches.
- Vol d'une statue : une statue de Jeanne d’Arc, offerte par le colonel d’Ennemont, a été volée en 1988[4].
- Environnement: Le château est entouré d'un jardin intéressant et se distingue par sa qualité paysagère et écologique.

## Protection et patrimoine
- État : le château est bien conservé et a subi des transformations.
- Protection : il est classé comme un bâtiment remarquable et bénéficie de mesures de protection du patrimoine architectural, urbain et paysager.